# Cenk alatti kapu
A Cenk alatti kapu (románul: Poarta dinspre Tâmpa) Brassó délkeleti, Cenk felőli várfalának kisméretű városkapuja volt. Bár okmányokban több ilyen kaput említenek, helyük ismeretlen volt; a Cenk alatti kapura csak 2005-ös régészeti feltárások alkalmával bukkantak rá. Valószínűleg az első falakkal együtt építették, majd később befalazták.

## Története, feltárása
A városerőd nagy kapuin kívül a városi számadások időnként kisebb kijáratokat is megemlítenek, melyeket ritkán, különleges esetekben használtak. A délkeleti falban legalább két ilyen volt: 1526-ban megemlítik a Várnyak alatti kaput (porta in Burghalcz), mely valószínűleg a Szövetkészítők bástyája szomszédságában volt, 1542-ben pedig egy hasonló kijáratot a Takácsok bástyája közelében.
A Cenk alatti kaput 2005-ben tárták fel a megyei múzeum alkalmazottai a délkeleti városfalak melletti régészeti ásatásoknál. A történészek becslése szerint a kaput a 14. század végén vagy a 15. század elején, Brassó legelső várfalaival együtt építették, és valamikor 1735 előtt falazták be (egy 1735-ös metszeten nem jelenik meg a kapu, és 18. századi városi számadások nem utalnak rá).

## Leírása
A Cenk alatti kapu sokkal kisebb és egyszerűbb volt, mint a város többi kapuja; voltaképpen egy puskaporos torony alatti átjáró. A kaputorony alapterülete 25 négyzetméter, ez egy 16 négyzetméteres belső területet fogott közre. A kapuboltozat 2 méter széles és 3 méter magas, így szekerek is áthaladhattak rajta, de nem volt nagyobb, mint egy korabeli ház kapubejárata. A boltozat fölötti vakolt szobából tartották szemmel a környéket.
A kapu a Vár utcából nyílt (Strada Castelului), a Hirscher utcán keresztül nyílegyenes út vezetett idáig a Főtérről. Egyes történészek szerint várostromok alatt itt hajtották ki a szarvasmarhákat legelni a Cenk alá, a várfal és a hegy közötti füves területre. Mások azt állítják, hogy az építkezések alatt játszott szerepet: a várfal megerősítésekor és a Kötélverők bástyája építésekor itt szállították ki a várból az építőanyagot.